# Mogilnik
Mogilnik – rodzaj podziemnego zbiornika przeznaczonego do składowania odpadów, zwłaszcza niebezpiecznych, w sposób wykluczający jakikolwiek ich bezpośredni kontakt ze środowiskiem.
Mogilniki stosuje się głównie w składowaniu odpadów o znacznej toksyczności, które występują w niewielkich ilościach. Można je konstruować z kręgów betonowych lub w formie jednorodnego zbiornika z betonu. Wyścieła się je wykładzinami uszczelniającymi dno i ściany. Wykładziny te są nieprzepuszczalne i odporne na chemiczne oddziaływanie odpadów – materiał dostosowuje się ściśle do rodzaju składowanych odpadów (ich właściwości fizykochemicznych). Od góry zbiorniki przykrywane są pokrywami wykonanymi z żeliwa lub betonu. Odpady składuje się luzem lub w osobnych opakowaniach ze szkła, tworzyw sztucznych, metalu lub folii.